# Guillaume de Borchgrave d'Altena
Guillaume Georges François graaf de Borchgrave d'Altena (Luik, 7 maart 1774 - Mechelen-Bovelingen, 19 april 1845) was een Belgisch senator en burgemeester.

## Familie
Guillaume de Borchgrave was een zoon van Jean Guillaume Michel Pascal de Borchgrave d'Altena (1749-1818) en van barones Marie de Blankart d'Issum (1755-1837). Jean-Guillaume was onder het ancien régime lid van de Staten van Luik en het graafschap Loon en groot-baljuw van Montenaken. Onder het Verenigd Koninkrijk der Nederlanden werd hij lid van de Eerste Kamer der Staten-Generaal en werd in 1816 zijn adellijke status bevestigd, met de titel van graaf of gravin voor alle afstammelingen.
Guillaume trouwde eerst met Marie de Renesse (1782-1812) en later met Marie-Thérèse van der Burch (1801-1837). Uit het tweede huwelijk had hij vier dochters en twee zoons, de volksvertegenwoordiger en senator François de Borchgrave d'Altena en de volksvertegenwoordiger Guillaume Herman de Borchgrave d'Altena.

## Levensloop
De Borchgrave d'Altena werd in 1816 met zijn vader in de adel bevestigd en opgenomen in de ridderschap van de provincie Limburg. Hij was kapitein van het jachtgebied van het departement Nedermaas en jagermeester van Limburg.
Van 1822 tot 1830 was hij namens de provincie Limburg lid van de Tweede Kamer der Staten-Generaal en werd gezien als regeringsgezind. Hij behoorde in 1828 tot de zes Zuid-Nederlandse Tweede Kamerleden die tegen het initiatiefvoorstel-De Brouckère stemden over intrekking van de censuurwetgeving. Hij was benoemd tot commandeur in de Orde van de Nederlandse Leeuw.
Hij werd in 1806 burgemeester van Mechelen-Bovelingen en bekleedde dit ambt tot aan zijn dood.
In 1843 werd hij verkozen tot katholiek senator voor het arrondissement Tongeren-Maaseik en vervulde dit mandaat tot in 1845.